# Hofanlage Dorumer Niederstrich 16
Die Hofanlage Dorumer Niederstrich 16, weit nördlich vom Ortskern, in der niedersächsischen Gemeinde Wurster Nordseeküste, Ortschaft Dorum, im Landkreis Cuxhaven stammt aus der Mitte und dem Ende des 19. Jahrhunderts.
Aktuell (2024) wird sie wohl landwirtschaftlich genutzt.
Die Gebäude stehen unter Denkmalschutz (siehe auch Liste der Baudenkmale in Wurster Nordseeküste).

## Geschichte
Dorum zählte 1238 zur alten freien Wurster Bauernrepublik. Das große Dorf hatte zur Bauzeit des Hofes rund 1700 Einwohner.
Die Hofanlage besteht aus
- dem eingeschossigen verklinkerten giebelständigen Wohn- und Wirtschaftsgebäude als Hallenhaus von 1868 (Inschrift) mit Satteldach, im Wirtschaftsgiebel mit den rundbogigen Fenstern und der Grooten Door mit Korbbogen, im teils verputzten Wohngiebel mit einem geschossteilenden Gesims, segmentbogigen Fenstern und einer ansonsten schmucklosen Fassade,[2]
- der eingeschossigen traufständigen L-förmigen, 1861 erneuerten Scheune mit Satteldach (früher reetgedecktes Krüppelwalmdach mit Niedersachsengiebel), mittlerer Längsdurchfahrt, schlicht gestaltet mit rundbogigen Fenstern und korbbögigem Einfahrtstor und
  - einem Stallteil mit Walmdach und seitlichem Dachhaus[3]
- sowie nicht denkmalgeschützten Nebenanlagen.

Das Landesdenkmalamt befand u. a.: „… aus geschichtlichen und städtebaulichen Gründen wegen des ortsgeschichtlichen, gebäudetypischen, straßen- und ortsbildprägenden Zeugniswerts …“